# 제주 성읍마을 객주집
제주 성읍마을 객주집(濟州 城邑마을 客主집)는 대한민국 제주특별자치도 서귀포시 표선면 성읍리, 성읍마을에 있는 조선시대의 가옥이다. 1979년 1월 26일 대한민국의 국가민속문화재 제68호로 지정되었다.

## 개요
예전 정의(성읍) 고을 객사와 가깝게 있던 객주집이었다고 한다. 조선 후기에 지은 것으로 보이며 넓은 터에 안채(안거리), 바깥채(밖거리), 창고, 대문간(이문간), 안채와 바깥채 사이에 있는 모커리가 ㅁ자형으로 배치되어 있다. 건물들은 모두 바람에 지붕이 날리지 않도록 새끼줄로 그물처럼 덮어 놓았다.
집의 가장 안쪽에 자리잡은 안채는 제주도의 전형적인 3칸형식이다. 구성은 가운데 칸에 대청, 대청 왼쪽에 부엌(정지)과 작은방(작은구들)을 두었고, 오른쪽에 안방(큰구들)과 곡물을 보관해 두던 고팡을 꾸몄다. 안방과 대청 앞으로는 반칸 툇마루를 두었다.
문을 들어서 오른쪽 곁에 있는 바깥채는 작은방과 툇마루를 놓지 않았을 뿐 안채와 비슷한 구성을 하고 있다. 이곳에는 농기구와 마소에 물을 먹이던 돌구유, 객주집일 때 쓰던 돈궤를 보관하고 있어 농가와 객주로서 특징을 보이고 있다.
창고가 있는 자리에는 가축을 이용해 곡식을 찧던 말방애가 있었는데 지금은 헐어서 볼 수가 없다. 그러나 개인의 집 안에 이와 같은 기구를 설치했던 예는 제주도에서는 보기드문 일로 농가의 특징을 한층 높이고 있다.
성읍 마을 중심가에 있는 전형적 전통민가로 객주집, 농가 시설 일부를 잘 보존하고 있어 중요한 자료로 평가받고 있다.

## 명칭 변경
당초 문화재 지정명칭은 '성읍 조일훈 가옥'이었으나, 2017년 2월 28일 객사와 이웃하여 있던 객주(客主)집임을 감안하여 '제주 성읍마을 객주집'으로 변경되었다.

## 같이 보기
- 성읍마을

## 참고 자료
- 제주 성읍마을 객주집 - 국가유산청 국가유산포털